# Abranis
Abranis è un gruppo musicale di pop rock e musica berbera algerino, di lingua berbera. Viene considerato pioniere della musica rock algerina e dell'evoluzione della musica popolare berbera.

## Storia del gruppo

### Gli inizi
Nel 1964 l'allora quattordicenne Karim Abranis (canto e basso), pseudonimo di Sid Mohand Tahar, figlio di emigrati berberi algerini scappati dal paese a seguito della presa di potere del regime di Ben Bella sogna di formare un gruppo rock. Il gruppo si forma effettivamente nel 1967 grazie alla complicità di Shamy El Baz (Abdelkader Chemini, tastiere), fuggito dall'Algeria dopo le torture subite dall'esercito francese. Il gruppo prende il nome dai Branis la più pacifica tra le tre principali tribù Cabile. Nel 1973, il gruppo compie il primo viaggio in Algeria, per partecipare al Premier Festival de la Chanson Moderne Algérienne dove, però, vengono interrotti dopo il terzo brano a causa dell'abbigliamento e dei testi in lingua Cabila..

### Successo e scioglimento
La cosa fa scalpore e gli porta l'interesse delle etichette franco-magrebine. Nel 1975 il gruppo ha effettuato la prima vera tournèe in Algeria, spesso osteggiata dalle autorità e che ha provocato proteste da parte dei fan e divieti e repressioni da parte dell'ordine pubblico. Il gruppo ha cambiato spesso formazione fino al 1975, quando subisce una scissione, provocando il passaggio di Karim alla chitarra. Con questa formazione gli Abranis hanno inciso, nel 1977, l'album d'esordio Abranis 1977. Lo stile musicale cerca una fusione tra rock e Chaabi. Karim registra gran parte delle tracce strumentali, ma la partecipazione di vari altri musicisti con strumenti come violoncelli, sitar e altri strumenti tradizionali algerini offre una colorazione etnica e originale alla proposta degli Abranis.
Nell'evoluzione del suono, per il terzo album il gruppo si rivolse a collaborazioni con artisti jazz e psichedelici come Yannick Top dei Magma. Dopo il quarto album, autoprodotto dal solo Karim e pubblicato solo nel 2004, il gruppo si scioglie nel 1983.

### Ricostituzione
Il gruppo si è ricostituito nel 2007, pubblicando due nuovi album, Rwayeh (nel 2011) e Asmekti (nel 2016).

## Stile musicale
La primaria ispirazione musicale del gruppo arriva dai Beatles, passando per Elvis e i Led Zeppelin, assumendone anche i connotati antimilitaristi . Sul finire degli anni settanta, quando la loro attività ha cominciato a farsi professionale, la scena musicale era dominata dalla tarda discomusic, dai tempi più lenti e dai testi maggiormente impegnati. Gli Abranis trovano una commistione tra pop, rock anche progressivo e Musica berbera.
I numerosi cambi di formazione e le collaborazioni (oltre cinquanta musicisti nella storia della formazione), portano a considerare gli Abranis più come un collettivo che come un gruppo, donandogli spesso sfumature diverse sia come generi sia come sonorità.

## Discografia

### Album
- Abranis 1977 (Disques Bordj El Phen - 1977)
- Imeté tayrri (Disques Bordj El Phen - 1978)
- Amekhssa Dh'Yizem (Numidie music - 1981)
- Album n°1 (autoprodotto - 2004)
- Rwayeh (2011)
- Asmekti (2016)

### Raccolte
- Amazigh Freedom Rock (Bongo Joe - 2023)

## Membri
- Karim - voce
- Youva - chitarra
- Samir - tastiere
- Idir Mouhia - chitarra
- Redouane - basso
- Nabil Kassouri - percussioni
- Yassine Heddad - batteria

## Ex membri e collaboratori
- Missoum - tastiere
- Zinou - basso
- Otto - basso
- Ester Wilson - percussioni
- Dédé Ceccarelli - batteria
- Tony Bonfils - basso
- Jean-claude Chavanat - chitarra
- Rabah Khalfa - percussioni
- André Sitbon - batteria
- Hachemi Bellali - basso
- Yurgen Routh - sassofono
- Shamy El baz - tastiere
- Coco Bessop - ottoni
- Daniel Pedron - batteria
- Makhlouf - basso
- Yannick Top - basso
- Basker Saint-Jean - batteria
- Mouloud Fouhane - batteria
- Marc Goldfeder - piano
- Papou - percussioni
- Jean-Michel Hervé - sassofono
- M’hana tigrini - chitarra
- Daniel Hervé - cornamusa
- Bruno Rebriera - flauto
- Didine - tastiere
- Alex Perdegon - ottoni
- Jean-Claude Meisielman - piano
- Omar Meguenni - chitarra
- Alain Hatot - ottoni
- Yazid Bourri - basso